# Slåttmyrtjärnen, Ångermanland
Slåttmyrtjärnen är en sjö i Sollefteå kommun i Ångermanland och ingår i Nätraåns huvudavrinningsområde.